# Yomara Hinestroza
Yomara Hinestroza, född 20 maj 1988, är en friidrottare från Colombia. Hon deltog vid olympiska sommarspelen 2008 och olympiska sommarspelen 2012.